# Алачук
Алачу́к, Алачи́к (крим. Alaçıq) також Хун — з іран. хун — криниця, водойма, Охун,  Езен,  Езен, Суук-Су-Йозен, Туака-Йозен — річка в південно-східному Криму, на території Ялтинського района, ліва притока річки Андус, довжиною 11 км. У перекладі з кримськотатарської Алачук означає курінь.
Витік Алачука знаходиться на південно-східному схилі Карабі-яйли, в яру Чігенітра-Богаз, недалеко від однойменного перевалу, але точне місце джерела визначають по різному. Є думка, що річка витікає з Туакської печери, на докладних топографічних картах русло річки простягається набагато вище печери і утворюється злиттям трьох безіменних джерел, на яких колись були споруджені ставки. За інформацією Миколи Васильовича Рухлова, наведеної в книзі 1915 «Огляд річкових долин в гірській частині Криму», річка починається з джерела Суук-Су, з дебетом 45970 відер води на добу (близько 6,5 л / сек). Також Рухля згадує відсутність в долині Алачука великих балок і ярів, в той же час, на сучасних картах, відзначені впадають в річку яри: зліва — Пікс-Дере, несучі води джерела Несподіваний, нижче за течією, праворуч — Манга -Дере і в нижній течії ліва притока, яр Джафер-Дере.
Алачук впадає в Андус в селі Рибаче, за 0,2 км від гирла, на висоті 17 м над рівнем моря.

## Цікаві факти
- На мапі Російської імперії XIX століття річка Хун бере початок з Кутурської пещери[8].

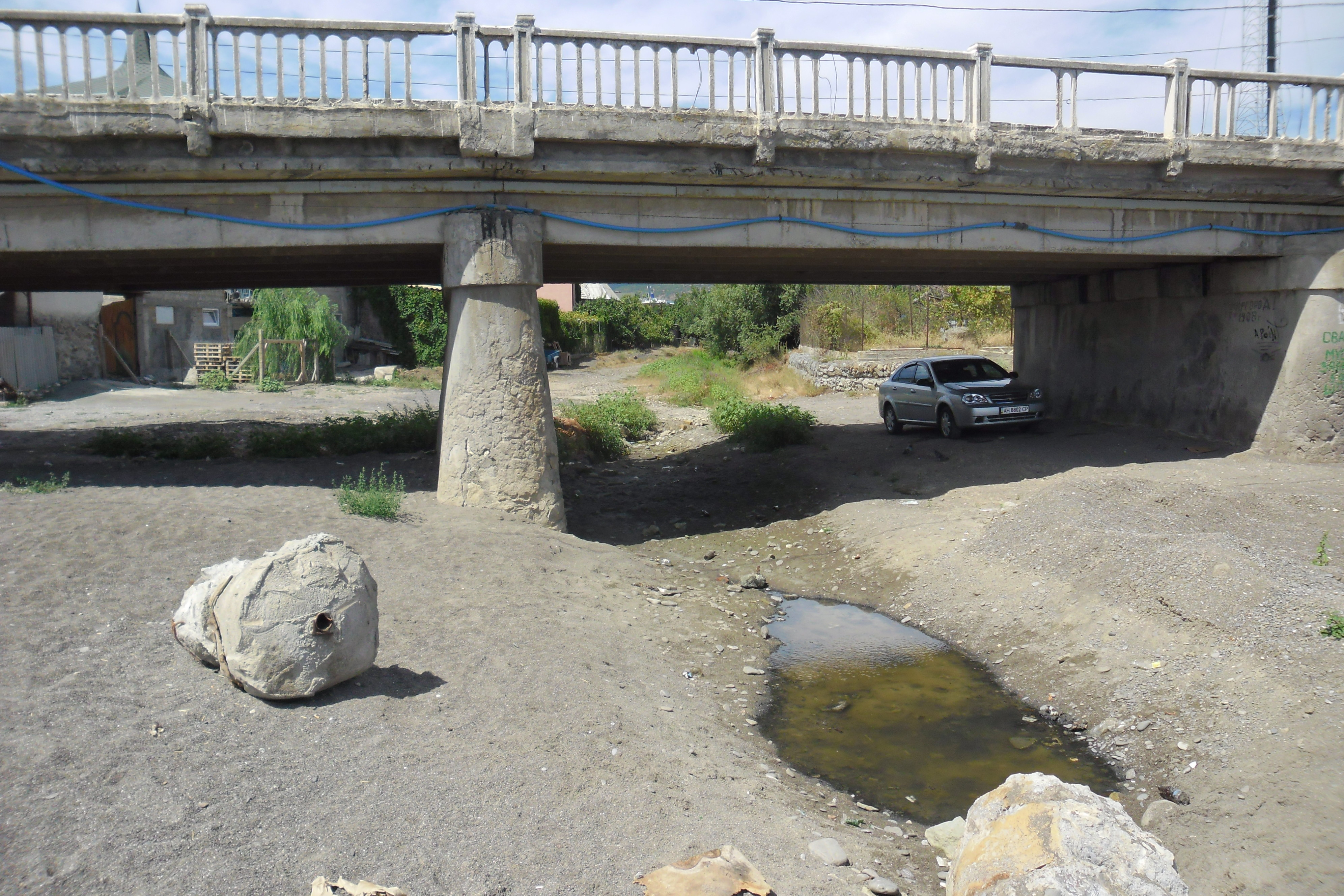
Річка Хун пересихає влітку.
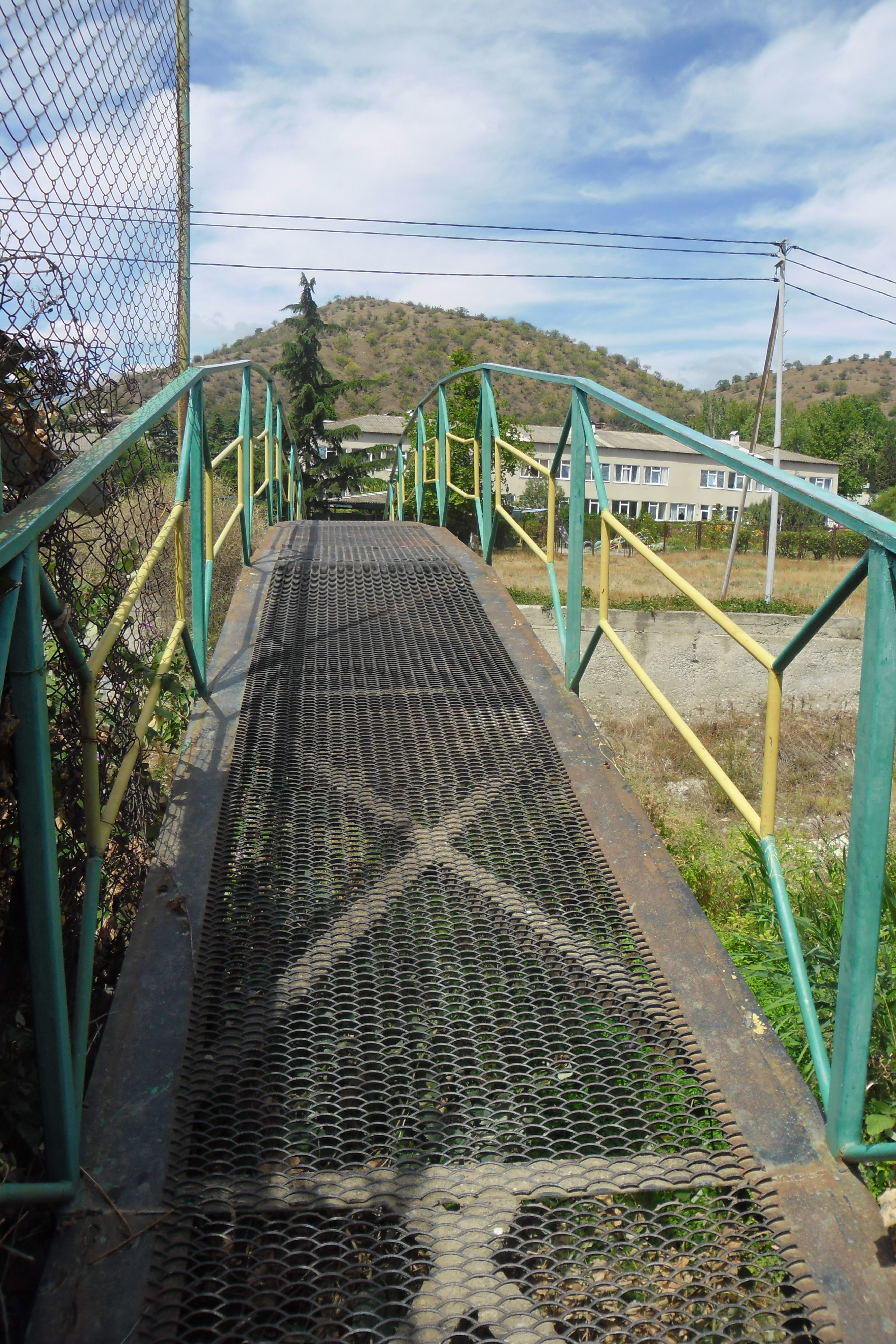
Річка Хун. Міст у Рибачому.
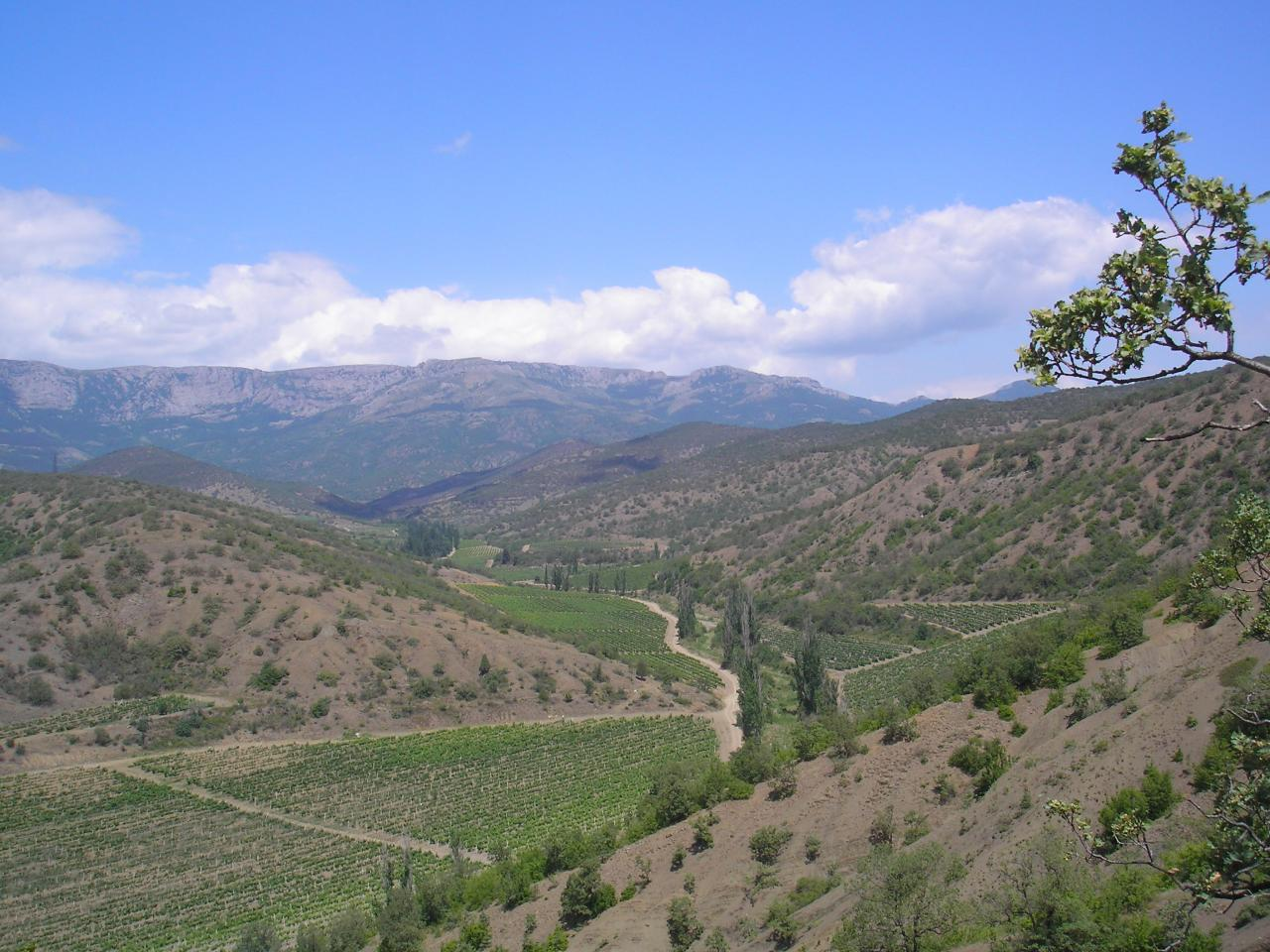
Долина річки Алачук